# Dystrophie bulleuse
 Mise en garde médicale
La dystrophie bulleuse (emphysème bullaire ou emphysème bulleux) est une pathologie pulmonaire.

## Symptômes
Celle-ci est généralement causée par la pollution atmosphérique, par la pollution professionnel et/ou domestique, par le tabac, et aussi sont à prendre en compte des facteurs génétiques.

## Examens diagnostiques
- Imagerie par résonance magnétique
- Scanner
- Épreuve de fonction pulmonaire
- Radiographie pulmonaire
- Médecine nucléaire